# 乌衣站
乌衣站是一个京沪线上的铁路车站，位于安徽省滁州市南谯区乌衣镇，建于1909年，2003年撤销，邮政编码为239050。目前客运：不办理旅客乘降；不办理行李、包裹托运；货运：办理整车货物发到；不办理整车爆炸品及整车一级氧化剂发到。